# レッド・ケリー

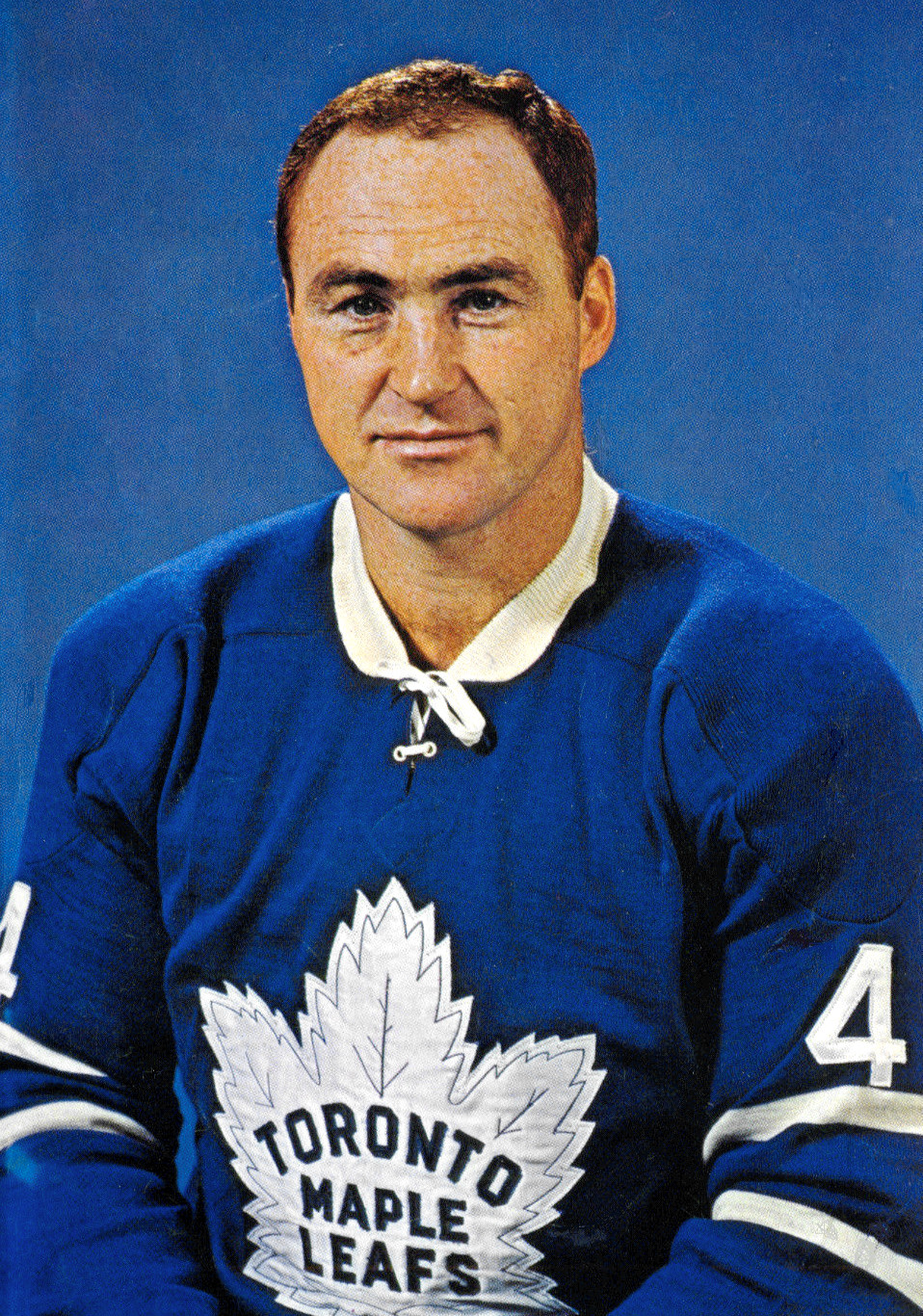
レッド・ケリー

レッド・ケリー（Leonard Patrick "Red" Kelly、1927年7月9日 - 2019年5月2日）は、カナダ連邦オンタリオ州シムコー生まれのプロアイスホッケー選手。引退後にはNHL数チームのコーチを歴任した。
NHLでは、クリーンなプレイを身上に、ディフェンス及びセンターとしてデトロイト・レッドウィングス及びトロント・メープルリーフスで通算20シーズン活躍し、引退後通常は3年間の待機期間を待たずしてホッケーの殿堂入りを果した10人の選手のうちの1人である。さらに、現役選手時代にカナダ下院議員を3年間務めたことでも知られる。愛称のレッドは、髪が赤毛であることに由来する。

## 経歴
カレッジ時代（St.Michael's College）には、ボクシングのウェルター級チャンピオンとして腕っ節の強さで鳴らした男であったが、20歳でプロ入りした後は自らをクールにコントロールし、極めて紳士的にプレーしたと伝えられる。ケリー自身、暴力を振るうことは、自らの拳も痛めるし、退場処分も受けるから馬鹿馬鹿しいといった趣旨の発言を残している。
ケリーのクリーンさは、後述生涯成績の項のPIM（ペナルティボックスに入れられていた分数）の数値の低さにも現れている。またNHLの選手中最も紳士的でスポーツマンシップに則っていると認められる選手に与えられるレディ・ビング記念賞を通算4度（1951年、1953年、1954年、1961年。最初の3回はディフェンスとして受賞。）に獲得している。この賞は、ボディーチェックを頻繁に行うことの多いディフェンス選手が獲得することは極めて稀なこととされる。
ディフェンスとしてはチェックとパック捌きの巧みさで知られるが、レッドウィングスに故障選手が蔓延した時に、臨時にウイングとしてプレーしたこともあり、1954年にはオールラウンドな能力を発揮したディフェンス選手に与えられるジェームス・ノリス記念賞を受賞している。
1960年になると、骨折しているにもかかわらず無理やり試合に出場することを強いたレッドウィングス首脳、ジャック・アダムス (Jack Adams) との溝が深まり、2月4日にニューヨーク・レンジャースへのトレードが発表されるが、ケリーはこの冷たい仕打ちに憤慨しトレードを拒絶、翌日に引退を表明する。このためこのトレードは無効となった。ここでメープルリーフスのコーチであった Punch Imlach がケリー獲得のため説得に乗り出した。Imlach は、モントリオール・カナディアンズの覇権を打ち砕くべく、メープルリーフスファンのケリーの心を擽る。ケリーは、ジュニア時代にトロントのアリーナで大事な試合に敗戦した苦い思い出があることから、そのアリーナを余り好まなかったといわれるが、2月10日に同チームに入団することを決めた。
ここで心機一転センターにポジションチェンジし、点取屋のフランク・マホブリッチ (Frank Mahovlich) （1961-1962シーズンに48ゴールをたたき出した。）を巧みに使いこなすゲームメーカーへと転身した。デトロイト（同僚にはゴーディ・ハウ、シッド・エイベル、テッド・リンジーら有力選手がいた。）での4度のスタンレー・カップ優勝経験を活かし、メープルリーフスをも4度の優勝に導いた。
また、現役時代の1962年から1965年までは政界に進出し、トロントのヨーク西地区選出の連邦下院議員を務め、議会開催中は首都オタワに足しげく出かけたことでも知られる。
トロントではライバルチームであるモントリオール・カナディアンズと戦い、同チームのスーパースターだったジャン・ベリヴォーと張り合い、まさにチャンピオンのまま1967年のシーズンを最後に現役を引退し、1969年に殿堂入りをした。 
引退後は、ロサンゼルス・キングスの初代コーチに就任した後、ピッツバーグ・ペンギンズ、メープルリーフスのコーチを歴任した。 
さらに1976-1977シーズンをもってホッケー界から引退し、航空機整備関係の会社を経営し成功を収めた。
2019年5月2日、死去。91歳没。

## 詳細情報

### 通算成績
| 1948-49 | デトロイト・レッドウィングス | NHL     | 60   | 6   | 14  | 20  | 13  | 10  | 3  | 2  | 5  | 2  |
| 1948-49 | デトロイト・レッドウィングス | NHL     | 59   | 5   | 11  | 16  | 10  | 11  | 1  | 1  | 2  | 10 |
| 1949-50 | デトロイト・レッドウィングス | NHL     | 70   | 15  | 25  | 40  | 9   | 14  | 1  | 3  | 4  | 2  |
| 1950-51 | デトロイト・レッドウィングス | NHL     | 70   | 17  | 37  | 54  | 24  | 6   | 0  | 1  | 1  | 0  |
| 1951-52 | デトロイト・レッドウィングス | NHL     | 67   | 16  | 31  | 47  | 16  | 5   | 1  | 0  | 1  | 0  |
| 1952-53 | デトロイト・レッドウィングス | NHL     | 70   | 19  | 27  | 46  | 8   | 6   | 0  | 4  | 4  | 0  |
| 1953-54 | デトロイト・レッドウィングス | NHL     | 62   | 16  | 33  | 49  | 18  | 12  | 5  | 1  | 6  | 0  |
| 1954-55 | デトロイト・レッドウィングス | NHL     | 70   | 15  | 30  | 45  | 28  | 11  | 2  | 4  | 6  | 17 |
| 1955-56 | デトロイト・レッドウィングス | NHL     | 70   | 16  | 34  | 50  | 39  | 10  | 2  | 4  | 6  | 2  |
| 1956-57 | デトロイト・レッドウィングス | NHL     | 70   | 10  | 25  | 35  | 18  | 5   | 1  | 0  | 1  | 0  |
| 1957-58 | デトロイト・レッドウィングス | NHL     | 61   | 13  | 18  | 31  | 26  | 4   | 0  | 1  | 1  | 2  |
| 1958-59 | デトロイト・レッドウィングス | NHL     | 67   | 8   | 13  | 21  | 34  | -   | -  | -  | -  | -  |
| 1959-60 | デトロイト・レッドウィングス | NHL     | 50   | 6   | 12  | 18  | 10  | -   | -  | -  | -  | -  |
| 1959-60 | トロント・メープルリーフス   | NHL     | 18   | 6   | 5   | 11  | 8   | 10  | 3  | 8  | 11 | 2  |
| 1960-61 | トロント・メープルリーフス   | NHL     | 64   | 20  | 50  | 70  | 12  | 2   | 1  | 0  | 1  | 0  |
| 1961-62 | トロント・メープルリーフス   | NHL     | 58   | 22  | 27  | 49  | 6   | 12  | 4  | 6  | 10 | 0  |
| 1962-63 | トロント・メープルリーフス   | NHL     | 66   | 20  | 40  | 60  | 8   | 10  | 2  | 6  | 8  | 6  |
| 1963-64 | トロント・メープルリーフス   | NHL     | 70   | 11  | 34  | 45  | 16  | 14  | 4  | 9  | 13 | 4  |
| 1964-65 | トロント・メープルリーフス   | NHL     | 70   | 18  | 28  | 46  | 8   | 6   | 3  | 2  | 5  | 2  |
| 1965-66 | トロント・メープルリーフス   | NHL     | 63   | 8   | 24  | 32  | 12  | 4   | 0  | 2  | 2  | 0  |
| 1966-67 | トロント・メープルリーフス   | NHL     | 61   | 14  | 24  | 38  | 4   | 12  | 0  | 5  | 5  | 2  |
| NHL合計 | NHL合計                      | NHL合計 | 1316 | 281 | 542 | 823 | 327 | 164 | 33 | 59 | 92 | 51 |

### 表彰
- レディ・ビング記念賞（1951年、1953年、1954年、1961年）
- ジェームス・ノリス記念賞（1954年）

### 記録
- オールスター第1チーム選抜（1951年、1952年、1953年、1954年、1955年、1957年）
- オールスター第2チーム選抜（1950年、1956年）
- オールスター出場（通算13回。1950年から1958年まで、1960年から1963年まで）